# Dan Sahlin
Dan Sahlin, född 18 april 1967 i Falun är en tidigare allsvensk fotbollsspelare. Han fick sitt genombrott relativt sent då han värvades från Västerhaninge IF till Hammarby IF. Sahlin gjorde 12 mål i allsvenskan för Hammarby 1995. Hammarby åkte dock ur serien, vilket ledde till att så gott som samtliga allsvenska klubbar visade intresse av att värva den målfarlige anfallaren som tillbringade ett par månader i Birmingham City på lån från Hammarby IF under vintern 1995/1996.
Bland anbuden valde han Örebro SK. Trots att hans nya klubb hade uttalade guldambitioner fick han aldrig vinna allsvenskan. Dock vann han den allsvenska skytteligan 1997 och gjorde även mål i Europacupmatcher.
Sahlin blev senare utlandsproffs i Ålborg. Efter en mycket bra start blev det dock problem. Problem med ljumskarna och misslyckade operationer ledde till sjukhussjukan. En karriär, som också innefattade landslagsspel, fick därmed ett alltför tidigt slut.
Sahlin försökte sig på en comeback i Eskilstuna City 2002, men de planerna blev på grund av skador inte särskilt långvariga. Sedan dess har han jobbat en del som tränare i bland annat Nynäshamns IF.